# William S. King

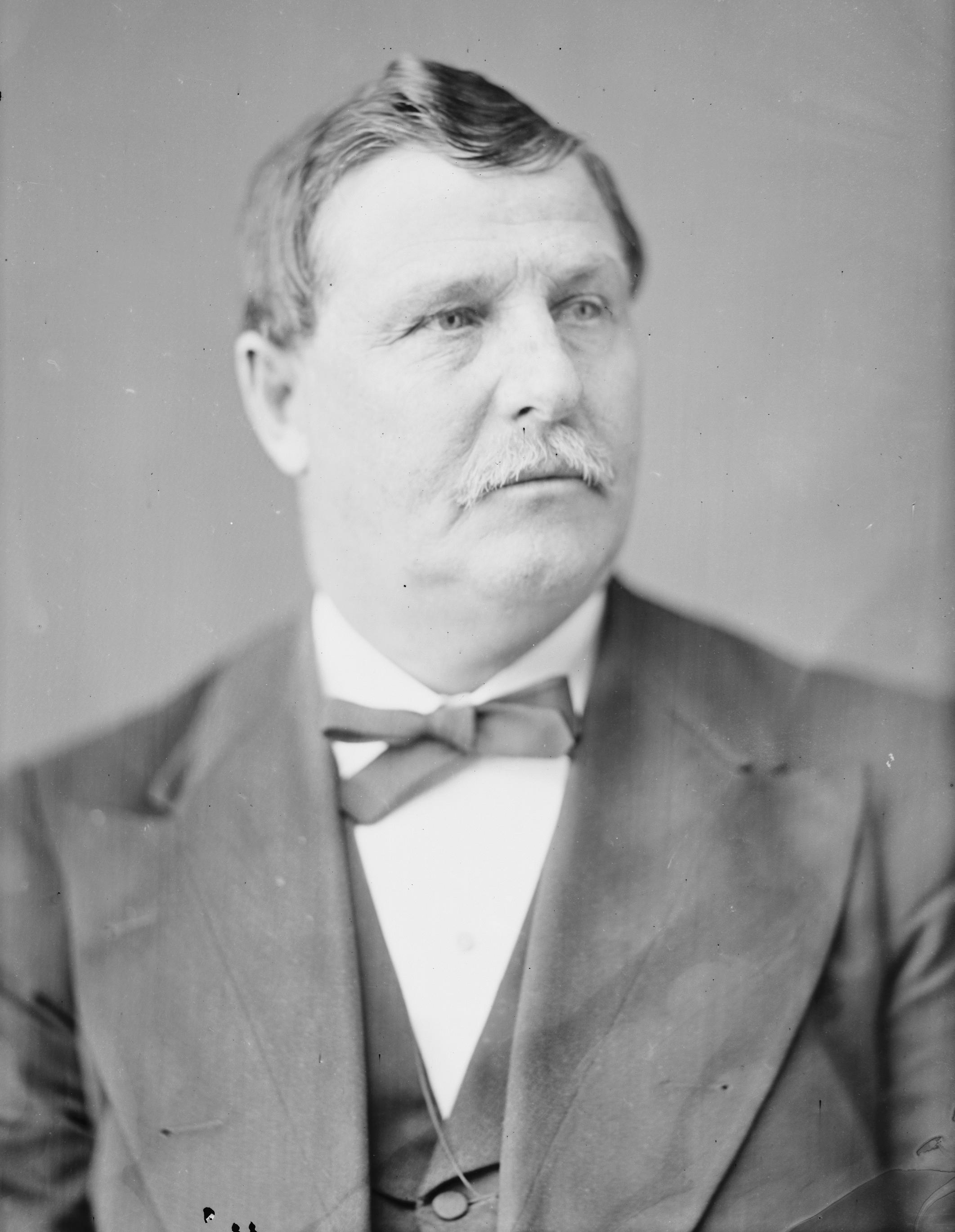
William S. King

William Smith King (* 16. Dezember 1828 in Malone, Franklin County, New York; † 24. Februar 1900 in Minneapolis, Minnesota) war ein US-amerikanischer Politiker. Zwischen 1875 und 1877 vertrat er den Bundesstaat Minnesota im US-Repräsentantenhaus.

## Werdegang
William King besuchte die öffentlichen Schulen seiner Heimat und arbeitete dann in der Landwirtschaft. Später zog er in das Otsego County, wo er für einige Versicherungsgesellschaften tätig war. Im Jahr 1852 stieg er als Herausgeber der Zeitung „Free Democrat“ in Cooperstown auch in das Zeitungsgeschäft ein. Im Jahr 1858 zog er nach Minneapolis. Dort arbeitete er sowohl in der Landwirtschaft als auch als Journalist. In den Jahren 1861 bis 1865 sowie nochmals von 1867 bis 1873 leitete er die Postverwaltung des US-Repräsentantenhauses. Im Jahr 1874 wurde er vom Kongress mit der Überwachung der Schleusen und der Holzverarbeitung im zweiten Kongresswahlbezirk von Minnesota betraut.
King war Mitglied der Republikanischen Partei. Bei den Kongresswahlen des Jahres 1874 wurde er im dritten Distrikt von Minnesota in das US-Repräsentantenhaus in Washington, D.C. gewählt, wo er am 4. März 1875 die Nachfolge von John T. Averill antrat. Da er im Jahr 1876 auf eine erneute Kandidatur verzichtete, konnte er bis zum 3. März 1877 nur eine Legislaturperiode im Kongress absolvieren. Nach seiner Zeit im Repräsentantenhaus kehrte King nach Minneapolis zurück. Dort wurde er in verschiedenen Bereichen tätig. Er engagierte sich unter anderem im Eisenbahngeschäft und bei der Gründung der Straßenbahnen in Minneapolis. In den 1870er Jahren baute er eine große Farm in der Nähe von Minneapolis auf. Dort züchtete er verschiedene Rinderrassen. William King starb am 24. Februar 1900 in Minneapolis und wurde dort auch beigesetzt.